# Амарантовий колір
Амарантовий
#E52B50
Амарантовий колір — колір, що описується[ким?] як червоно-рожевий з фіолетовим відливом. Деякі[хто?] визначають його як щось між червоним та малиновим. Колір дуже насичений та красивий[на чию думку?].
Назва пішла від однойменної квітки — амаранту, рослини, яка має червоно-фіолетові колосові суцвіття. Відоміша як щириця.
| Колір | Це незавершена стаття про колір. Ви можете допомогти проєкту, виправивши або дописавши її. |